# Pogonortalis fulvofemoralis
Pogonortalis fulvofemoralis är en tvåvingeart som beskrevs av Malloch 1942. Pogonortalis fulvofemoralis ingår i släktet Pogonortalis och familjen bredmunsflugor.
Artens utbredningsområde är Guam. Inga underarter finns listade i Catalogue of Life.